# Человек с резиновой головой
«Человек с резиновой головой» — немой короткометражный фантастический фильм Жоржа Мельеса. Премьера фильма состоялась во Франции, лишь в 1902 году.

## В ролях
- Жорж Мельес — учёный

## Сюжет
Учёный снимает свою голову и надувает её до гигантских размеров. Когда он её сдувает, он зовёт ассистента, чтобы показать ему это чудо. Но ассистент переборщил, и голова лопается. Со злости учёный гонит ассистента и плачет над сломанным столом.

## Художественные особенности
Фильм снят сразу после фильма Путешествие на Луну. Чтобы увеличить голову, Мельес приблизил свою голову с помощью зума. Идея спецэффекта взята из книги Альберта Хопкинса «Всё о спецэффектах».